# 改變 (泰勒絲歌曲)
《改變》（英語：Change）是美國創作歌手泰勒·斯威夫特的一首歌曲，於2008年8月8日由大機器唱片發行，收錄於斯威夫特的第二張專輯《無懼的愛》。這首歌是由斯威夫特創作，斯威夫特與內森·查普曼共同製作。此歌的所有收益均捐贈給了美國奧林匹克隊。儘管簽給了田納西州納什維爾最小的唱片公司，《改變》卻寫了泰勒對成功的希望和抱負。該曲目後來被選為2008年夏季奧運會的主題之一，並被收錄於2008年8月7日發行的AT＆T美國隊原聲。《改變》是音樂流行的搖滾，使用了不同的弦樂器。這首歌的歌詞談到了克服障礙並取得勝利。

## 榜單
| 榜單 (2008)                      | 最高 排位 |
| -------------------------------- | --------- |
| 美国（《告示牌》百大單曲榜）     | 10        |
| 美國 (告示牌 （英文）)           | 21        |
| 美國（《告示牌》热门乡村歌曲榜） | 57        |

## 改變（重制版）
《改變（重制版）》是美國創作歌手泰勒·斯威夫特重新錄製的版本，由聯眾唱片在2021年4月9日發行，並收錄於《放手去爱 (重制版)》中。